# Brachaeluridae
Brachaeluridae – monotypowa rodzina ryb chrzęstnoszkieletowych z rzędu dywanokształtnych (Orectolobiformes), obejmująca dwa gatunki. 

## Występowanie
Gatunki z rodziny Brachaeluridae występują w płytkich wodach przybrzeżnych zachodniego Pacyfiku, wzdłuż wschodniego wybrzeża Australii.

## Charakterystyka
Ciało o długości do 122 cm u Brachaelurus waddi. Małe oczy, osadzone na długim pysku. Tryskawki duże. Krótki ogon oraz płetwa odbytowa wysunięta daleko do przodu. 117–142 kręgów.
Ich głównym pożywieniem są małe skorupiaki, mątwy i niektóre ukwiały. Jajorodne, embriony żywią się wyłącznie zawartością pęcherzyka żółtkowego.

## Systematyka
Rodzinę Brachaeluridae zdefiniował Shelton P. Applegate w 1974 roku. Do rodziny należy jeden rodzaj – Brachaelurus, który wprowadził w 1907 roku irlandzko-australijski ichtiolog James Douglas Ogilby na łamach „Proceedings of the Royal Society of Queensland”. Na gatunek typowy Ogilby wyznaczył rekina ślepego (B. waddi).

### Etymologia
- Brachaelurus: gr. βραχυς brakhus ‘krótki’; αιλουρος ailouros ‘kot’[3][9].
- Cirriscyllium: łac. cirrus ‘kędzior, lok’; rodzaj Scyllium Cuvier, 1816[4]. Typ nomenklatoryczny: Chiloscyllium modestum Günther, 1872 (= Squalus waddi Bloch & Schneider, 1801).
- Heteroscyllium: gr. ἑτερος heteros ‘różny, inny’[10]; rodzaj Scyllium Cuvier, 1816. Typ nomenklatoryczny: Brachaelurus colcloughi Ogilby, 1908.

### Klasyfikacja
Do Brachaeluridae zaliczany jest jeden rodzaj z dwoma gatunkami:
- Brachaelurus colcloughi Ogilby, 1908
- Brachaelurus waddi (Bloch & Schneider, 1801) – rekin ślepy